# Notopogon
Notopogon – rodzaj morskich ryb z rodziny brzytewkowatych (Centriscidae)

## Występowanie
Ocean Indyjski, Ocean Atlantycki i Ocean Spokojny

## Klasyfikacja
Gatunki zaliczane do tego rodzaju:

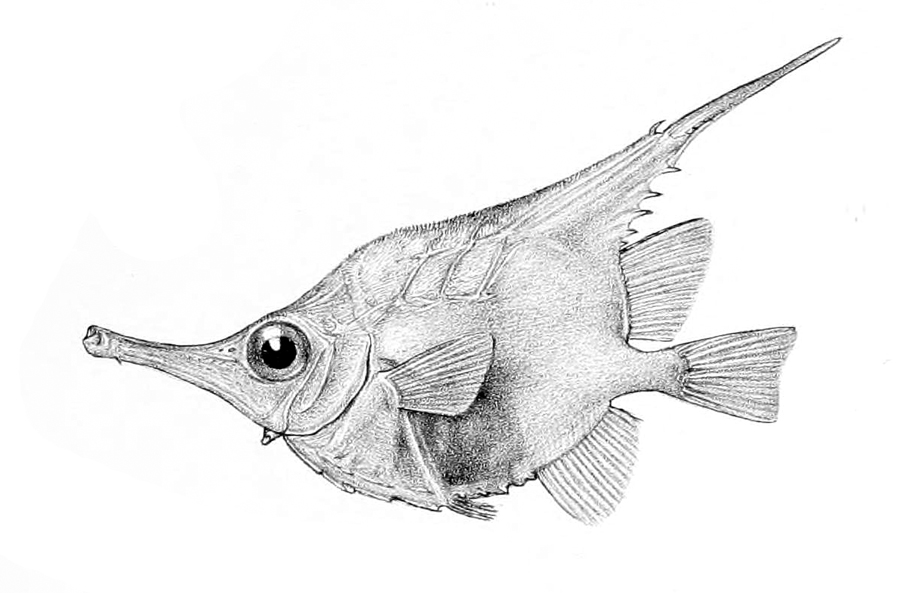
Notopogon armatus
- Notopogon fernandezianus
- Notopogon lilliei
- Notopogon macrosolen
- Notopogon xenosoma

- Notopogon xenosoma